# جامعة جزيرة الأمير إدوارد
جامعة جزيرة الأمير إدوارد هي جامعة عامة في كندا، تأسست عام 1969. تقع في مدينة شارلوت تاون.

## إحصائيات
يبلغ عدد طلاب الجامعة 4,555 طالب، منهم 304 طالب دراسات عليا.

## وصلات خارجية
- الموقع الرسمي